# رسوایی مالی کابل‌بانک
رسوایی مالی کابل‌بانک یکی از بزرگ‌ترین بحران‌های بانکی و فسادهای مالی در تاریخ معاصر افغانستان بود که در سال‌های ۲۰۱۰ و ۲۰۱۱ (۱۳۸۹ و ۱۳۹۰) رخ داد. این رسوایی پس از کشف اختلاس گسترده در کابل‌بانک، بزرگ‌ترین بانک خصوصی افغانستان، به‌صورت عمومی آشکار شد. حجم تخلفات، مشارکت چهره‌های سیاسی و نزدیکان به دولت، و ضعف نهادهای نظارتی، باعث شد این پرونده بازتاب وسیعی در داخل و خارج کشور داشته باشد و یکی از جدی‌ترین تهدیدها برای ثبات اقتصادی افغانستان تلقی گردد.  بحران بانک کابل فراتر از یک مشکل مالی بود و به شکاف عمیق حکومت‌داری، فساد و وابستگی به کمکهای خارجی در افغانستان اشاره داشت. این رویداد یکی از نقاط عطف در افول اعتماد به دولت پس از طالبان محسوب میشود.

## زمینه و شکل‌گیری بحران
کابل‌بانک در سال ۲۰۰۴ توسط شیرخان فرنود و با مشارکت خلیل‌الله فیروزی تأسیس شد و به‌سرعت به یکی از مهم‌ترین نهادهای مالی کشور تبدیل گردید. پرداخت حقوق بسیاری از کارمندان دولت و نیروهای امنیتی از طریق این بانک انجام می‌شد. مدیران این بانک با حلقات نزدیک به دولت حامد کرزی در ارتباط بودند و در فضایی از نبود شفافیت و ضعف نظارت، شبکه‌ای از وام‌دهی مشکوک و سرمایه‌گذاری خارج از ضابطه را سازمان دادند.

## کشف فساد و واکنش‌ها
نهادهای بین‌المللی، از جمله صندوق بین‌المللی پول (IMF) و نمایندگی ایالات متحده برای توسعه (USAID) به دولت و دادستان کل افغانستان فشار آوردند و آنها سپس تحقیقاتی را درباره عملکرد کابل‌بانک آغاز کردند. نتایج نشان داد بیش از ۹۰۰ میلیون دلار به‌صورت غیرقانونی از بانک خارج شده یا وام‌های بدون تضمین به افراد خاص اعطا شده است. این مبلغ معادل حدود پنج درصد تولید ناخالص داخلی افغانستان در آن زمان بود. در پی آن، بانک مرکزی افغانستان کنترل این بانک را به‌دست گرفت و پرونده‌های قضایی برای تعدادی از مدیران بانک گشوده شد. فرنود و فیروزی به زندان محکوم شدند، اما روند رسیدگی به این پرونده و تلاش برای بازگرداندن دارایی‌ها سال‌ها به طول انجامید.

## پیامدهای اقتصادی رسوایی کابل‌بانک
رسوایی مالی کابل‌بانک پیامدهای گسترده‌ای بر اقتصاد افغانستان برجای گذاشت. از مهم‌ترین آثار آن، کاهش شدید اعتماد عمومی به نظام بانکی کشور بود؛ به‌گونه‌ای که در ماه‌های پس از افشای رسوایی، بسیاری از مشتریان اقدام به برداشت گسترده سپرده‌های خود از بانک‌های خصوصی کردند.
در سطح بین‌المللی، این بحران موجب شد صندوق بین‌المللی پول (IMF) در سال ۲۰۱۰ برنامهٔ همکاری خود با افغانستان را به حالت تعلیق درآورد و تصویب کمک‌های مالی جدید به کشور را مشروط به اصلاحات ساختاری در نظام بانکی و مبارزه با فساد کرد.
همچنین، شماری از نهادهای بین‌المللی مانند USAID و بانک جهانی، بخشی از حمایت‌های مالی خود را تا زمان شفاف‌سازی پرونده و اصلاح ساختار کابل‌بانک به تعویق انداختند. این وضعیت نه تنها بر روند تأمین مالی دولت تأثیر گذاشت، بلکه اجرای پروژه‌های عمرانی و خدمات عمومی نیز با کندی مواجه شد. به‌گفته نهاد بازرسی ویژه آمریکا برای بازسازی افغانستان (SIGAR), بحران کابل‌بانک از نظر اقتصادی "لرزه‌ای گسترده بر بدنه نظام سیاسی-اقتصادی افغانستان وارد کرد."

## افراد کلیدی در رسوایی کابل‌بانک
- شیرخان فرنود: او رئیس هیئت‌مدیره و یکی از بنیان‌گذاران کابل‌بانک بود. او متهم شد که با استفاده از منابع بانکی، ده‌ها میلیون دلار را به صورت غیرقانونی به پروژه‌های ساختمانی در دبی و حساب‌های شخصی منتقل کرده‌است. در سال ۲۰۱۴، دادگاه ویژه کابل او را به ده سال زندان محکوم کرد. فرنود در سال ۲۰۱۸ در زندان پلچرخی درگذشت.[۹]
- خلیل‌الله فیروزی: مدیر اجرایی کابل‌بانک و از دیگر چهره‌های اصلی پرونده بود. وی متهم به مشارکت در اعطای وام‌های بدون وثیقه و پول‌شویی گسترده شد. در سال ۲۰۱۴، به ده سال زندان محکوم گردید. آزادی موقت او در سال ۱۳۹۴ برای شرکت در پروژهٔ عمرانی «شهرک کابل نو» جنجال‌برانگیز شد و پس از فشار رسانه‌ها و افکار عمومی، مجدداً به زندان بازگردانده شد.[۱۰]
- حصین فهیم: برادر محمد قسیم فهیم، معاون اول رئیس‌جمهور وقت افغانستان، از دیگر دریافت‌کنندگان وام‌های کلان از کابل‌بانک بدون وثیقه کافی بود. نام او نیز در گزارش‌های اولیه SIGAR و ادارهٔ نظارت مالی بانک مرکزی آمده‌است. هرچند علیه او پروندهٔ قضایی علنی تشکیل نشد، اما رسانه‌ها بارها از نفوذ سیاسی خاندان فهیم در جلوگیری از پیگرد قضایی سخن گفتند.[۱۱] این موضوع نیز یکی از مواردی بود که انتقادات گسترده‌ای از عملکرد نهادهای قضایی و استقلال آن‌ها برانگیخت.
- محمود کرزی: از سهام‌داران عمده کابل‌بانک و برادر حامد کرزی، رئیس‌جمهور وقت افغانستان بود. نام او در فهرست دریافت‌کنندگان وام‌های کلان بدون وثیقه ذکر شده‌است. گزارش‌های SIGAR و صندوق بین‌المللی پول او را از جمله کسانی معرفی می‌کنند که از منابع بانک بهره‌برداری کرده‌اند. وی ابتدا پذیرفت که حدود ۲۲ میلیون دلار بدهی دارد و متعهد به بازپرداخت آن شد.[۱۲] با وجود درج نام محمود کرزی در گزارش‌های رسمی، او هرگز به‌طور رسمی محاکمه نشد. این موضوع واکنش‌های انتقادی از سوی رسانه‌های افغانستان و نهادهای ضد فساد را برانگیخت. برخی منتقدان، از جمله اعضای پیشین مجلس نمایندگان، این اتفاق را نشانهٔ «مصونیت سیاسی افراد نزدیک به قدرت» دانستند. کرزی خود در مصاحبه‌هایی اعلام کرد که بدهی خود را بازپرداخت کرده و هیچ تخلفی مرتکب نشده‌است.[۱۳]

## سرانجام پرونده و وضعیت بازگرداندن اموال
پس از صدور احکام قضایی برای متهمان اصلی کابل‌بانک در سال ۲۰۱۴، دولت افغانستان متعهد شد بخش قابل‌توجهی از سرمایه‌های از دست‌رفته را بازگرداند. مطابق گزارش‌های رسمی، میزان اختلاس و وام‌های بدون وثیقه، حدود ۹۳۵ میلیون دلار برآورد شد. با وجود تشکیل «هیئت جمع‌آوری اموال کابل‌بانک» از سوی حکومت، بازگرداندن این دارایی‌ها به‌کندی پیش رفت و تنها بخشی از اموال—آن‌هم بیشتر املاک داخل افغانستان—به خزانه دولت بازگشت داده شد.
در گزارش‌های سال‌های ۲۰۱۵ تا ۲۰۱۹ نهادهای بین‌المللی، از جمله [[SIGAR]] و صندوق بین‌المللی پول، تأکید شده‌است که روند پیگیری و بازگرداندن اموال کابل‌بانک با موانع حقوقی، فساد اداری و نفوذ سیاسی مواجه بوده‌است. برخی املاک و حساب‌های بانکی متهمان در امارات متحده عربی و سایر کشورها شناسایی شد، اما به دلیل نبود موافقت‌نامه‌های قضایی میان افغانستان و آن کشورها، استرداد آن‌ها عملی نشد.
تا سال ۲۰۱۹، وزارت مالیه افغانستان اعلام کرد حدود ۲۵۰ میلیون دلار از کل بدهی کابل‌بانک بازیابی شده و تلاش‌ها برای بازگرداندن بخش باقی‌مانده ادامه دارد. با این‌حال، نهادهای ناظر بارها هشدار داده‌اند که بدون اراده سیاسی قوی و اصلاح نظام قضایی، بازگرداندن کامل اموال ممکن نخواهد بود. همچنین تلاش‌هایی برای فروش اموال مصادره‌شده در داخل افغانستان انجام شد، اما بسیاری از این املاک با ارزش‌گذاری پایین یا بدون خریدار باقی ماندند.

## واکنش رسانه‌ها، دولت و جامعه جهانی

### رسانه‌ها و افکار عمومی
افشای رسوایی مالی کابل‌بانک در سال‌های ۲۰۱۰ و ۲۰۱۱ واکنش شدید رسانه‌های افغانستان و منطقه را در پی داشت. شماری از روزنامه‌های چاپ کابل، از جمله ۸صبح، سرنوشت و ماندگار، با انتشار پرونده‌های تحلیلی و اسناد درزکرده، نقش مقامات بانکی و ارتباط آنان با حلقات قدرت را افشا کردند. برخی رسانه‌ها این پرونده را نماد «فساد ساختاریافته و سیاسی‌شده» در دستگاه حاکمه توصیف کردند. واکنش افکار عمومی نیز شدید بود؛ برداشت گسترده سپرده‌ها از بانک‌های خصوصی، بی‌اعتمادی به نهادهای مالی، و انتقاد از دستگاه قضایی به‌دلیل پیگرد ناکافی چهره‌های بانفوذ، بخشی از پیامدهای اجتماعی این رسوایی بود.

### دولت افغانستان
دولت حامد کرزی در ابتدا تلاش کرد بحران را مهار کند، اما به‌دلیل نزدیکی برخی از متهمان به خانواده رئیس‌جمهور، واکنش رسمی با تردید و انتقاد روبه‌رو شد. تشکیل دادگاه ویژه کابل‌بانک، اقدام دولت برای بازگرداندن اموال، و فشار بر برخی متهمان برای بازپرداخت بدهی‌ها، در پی فشارهای خارجی صورت گرفت. با این‌حال، نهادهای مستقل بارها از «تبعیض در برخورد قضایی» میان متهمان اصلی و فرعی انتقاد کردند. دولت اشرف غنی در سال‌های بعد تلاش کرد پرونده را از نو بررسی و اموال را بازگرداند، اما توفیق چندانی در برخورد با عاملان اصلی حاصل نشد.

### جامعه جهانی
صندوق بین‌المللی پول (IMF) پس از افشای رسوایی، در نوامبر ۲۰۱۰ همکاری خود را با افغانستان تعلیق کرد و خواستار اصلاح فوری نظام بانکی و پیگرد عاملان فساد شد. دولت آمریکا از طریق بازرسی ویژه بازسازی افغانستان ([[SIGAR]]) چندین گزارش مفصل درباره سوءمدیریت کابل‌بانک منتشر کرد. در این گزارش‌ها تأکید شده بود که فساد کابل‌بانک نمونه‌ای از «شکست دولت‌سازی مبتنی بر کمک خارجی» است.
نهادهای دیگر مانند بانک جهانی و USAID نیز بخشی از کمک‌های خود را تا زمان ایجاد شفافیت متوقف کردند. شورای امنیت سازمان ملل نیز در یکی از بیانیه‌های غیرالزام‌آور خود، فساد کابل‌بانک را «تهدیدی برای امنیت و توسعه در افغانستان» دانست.

## میراث و تأثیرات بلندمدت
رسوایی مالی کابل‌بانک، نه تنها به‌عنوان یکی از بزرگ‌ترین پرونده‌های فساد در افغانستان شناخته می‌شود، بلکه به‌نقطه عطفی در نگاه داخلی و خارجی به وضعیت اقتصادی و حکمرانی در این کشور تبدیل شد. این رویداد نشان داد که فساد مالی در افغانستان نه پدیده‌ای فردی، بلکه ساختاری، شبکه‌ای و مرتبط با حلقات قدرت سیاسی است.
در پی این بحران، اعتماد عمومی به بانک‌های خصوصی به‌شدت کاهش یافت و طی چند سال، سرمایه‌گذاری داخلی و خارجی در بخش مالی با افت مواجه شد. هرچند دولت افغانستان تلاش کرد با ایجاد نهادهایی مانند «سازمان عالی مبارزه با فساد» به ترمیم اعتماد بپردازد، اما ناکامی در پیگرد مؤثر متهمان اصلی، موجب تقویت احساس مصونیت برای نخبگان بانفوذ شد.
از سوی دیگر، این رسوایی سبب شد تا نهادهای بین‌المللی کمک‌کننده، شرط‌های سخت‌گیرانه‌تری برای ادامه همکاری‌های مالی با افغانستان وضع کنند. کمک‌های خارجی پس از آن مشروط به اصلاح ساختار قضایی، استقلال بانک مرکزی، و شفاف‌سازی نظام مالیاتی شد. درواقع کابل‌بانک به الگویی از «فساد نهادینه‌شده» تبدیل شد که پیامدهای آن تا سال‌ها در سیاست‌گذاری مالی افغانستان ادامه یافت.
در گفتمان سیاسی نیز، کابل‌بانک به نماد ناکامی دولت در تأمین عدالت و شفافیت بدل شد. این پرونده بارها در رقابت‌های انتخاباتی، مناظره‌های سیاسی و نقدهای رسانه‌ای مطرح شد و به یکی از نقاط کانونی انتقاد از دولت‌های پساطالبان تبدیل گردید. برخی تحلیل‌گران معتقدند این رسوایی به شکل‌گیری نگاه بدبینانه به دولت‌سازی غرب‌محور در افغانستان نیز دامن زد.